# Albissola Marina
Albissola Marina (ligur nyelven A Moenn-a d'Arbisseua vagy A Mænn-a d'Arbisêua) település Olaszországban, Liguria régióban, Savona megyében. Lakosainak száma 5192 fő (2023. január 1.). Albissola Marina Albisola Superiore és Savona községekkel határos.

## Népesség
A település népességének változása:
| Lakosok száma | 5431 | 5387 | 5192 |
|               | 2017 | 2018 | 2023 |